# Lügen und Geheimnisse
Lügen und Geheimnisse (auch Geheimnisse und Lügen, Originaltitel: Secrets & Lies) ist ein Spielfilm des britischen Regisseurs Mike Leigh aus dem Jahr 1996. Leigh, der auch für das Drehbuch verantwortlich zeichnete, erzählt in dem Drama die Geschichte einer jungen schwarzen Frau aus der britischen Mittelschicht (gespielt von Marianne Jean-Baptiste), die ihre leibliche Mutter (Brenda Blethyn) sucht. Diese ist eine Weiße aus ärmlichen sozialen Verhältnissen, der die Existenz einer schwarzen Tochter gar nicht bekannt war. Ihr überraschendes Auftauchen führt dazu, dass weitere Lügen und Geheimnisse in der Familie der Mutter zu Tage gefördert werden. Leighs Film wurde mit einer Reihe von Filmpreisen ausgezeichnet, unter anderem mit der Goldenen Palme der Filmfestspiele von Cannes, dem Golden Globe Award sowie dem britischen BAFTA Award.

## Handlung
Hortense ist schwarz, 27 Jahre alt und verfügt über eine gut bezahlte Stellung als Optikerin. Sie wurde als Kind von ihrer Pflegemutter adoptiert. Als diese stirbt, fasst Hortense den Entschluss, ihre leibliche Mutter ausfindig zu machen. Hortenses wirkliche Mutter ist die weiße Proletarierin Cynthia. Mit Anfang 40 lebt sie vereinsamt und unverheiratet in dem heruntergekommenen Reihenhaus ihrer verstorbenen Eltern am Stadtrand von London und bestreitet ihren Lebensunterhalt als schlecht bezahlte Kraft in einer Kartonagenfabrik. Cynthia hat eine zweite, weiße Tochter namens Roxanne, zu der das Verhältnis gespannt ist. Die mürrische 20-Jährige arbeitet als Straßenkehrerin und ist mit sich und der Welt unzufrieden. Dies führt zu ständigen Streitereien zwischen Mutter und Tochter. Als Roxanne sich in einen Gerüstbauer verliebt, glaubt Cynthia nicht an Zuneigung und spricht nur von Verhütung.
Ebenfalls belastet ist das Verhältnis zwischen Cynthia und ihrem jüngeren Bruder Maurice. Der einfühlsame Hochzeits- und Porträtfotograf wurde nach dem frühen Tod der Eltern praktisch allein von seiner Schwester aufgezogen. Dank seines Fotoateliers hat er es im Leben zu etwas Wohlstand gebracht und ist mit seiner Ehefrau Monica gerade in ein neues Haus umgezogen, dessen penible Verschönerung Monicas Lebensinhalt zu sein scheint. Sie und Cynthia können sich nicht leiden, was Maurice schwer zusetzt. Dies hat dazu beigetragen, dass sich die beiden Geschwister über die Jahre entfremdet haben. Während sich der Bruder als immer zu beschäftigt wähnt, ist Cynthia zu stolz, ihr Verletztsein einzugestehen.
Hortense bringt Cynthias Adresse mit Hilfe der National Adoption Society in Erfahrung und nimmt mit ihr telefonisch Kontakt auf. Schockiert über den Anruf lässt Cynthia sich von Hortense zu einem Treffen überreden. Noch mehr wirft Cynthia aus der Bahn, als sie feststellt, dass ihre Tochter schwarz ist. Mit Widerwillen akzeptiert sie die Wahrheit, die sie selbst vor ihrem Bruder und ihrer Tochter erfolgreich geheim gehalten hatte. Als 15-Jährige, selbst noch ein Kind, hatte sie Hortense geboren und sofort, ohne sie nur einmal zu sehen, zur Adoption freigegeben. Der skeptischen Zurückhaltung folgt eine liebevolle Freundschaft. Cynthia zeigt sich beeindruckt von Hortenses gebildetem und gepflegtem Auftreten und ihrer beruflichen Laufbahn. Sie nimmt sie schließlich auf die Familienfeier zu Roxannes 21. Geburtstag mit. Dort stellt sie Hortense zunächst als Arbeitskollegin vor. Die beiden verstricken sich rasch in einem absurden Netz von Lügen.
Eine fröhliche Feier im Garten von Maurices neuem Haus mit Barbecue kommt jedoch nicht zu Stande. Monica lässt Cynthia erneut deutlich ihre Ablehnung spüren. Zusätzlich gedemütigt fühlt sich Cynthia durch ein hohes Geldgeschenk, das Maurice und Monica Roxanne machen. Daraufhin enthüllt sie die Wahrheit über Hortense und es kommt zu einer Szene. Verstört und wütend verlässt Roxanne ihre Geburtstagsfeier, wird aber von Maurice zur Rückkehr überredet. Er lüftet daraufhin Monicas und sein Geheimnis – seine Ehefrau kann keine Kinder bekommen. Roxanne lernt Hortense als ihre Halbschwester zu akzeptieren und versöhnt sich mit ihrer Mutter. Cynthia rauft sich wiederum mit ihrem Bruder zusammen und tröstet Monica, bei der sich der wachsende Neid auf die zur Schau gestellte Mutterschaft ihrer Schwägerin zum Hass ausgeweitet hatte. Aufgrund der eigenen Kinderlosigkeit fühlte sie sich gegenüber Maurice schuldig, was die Ehe schwer belastet hat.
Am Ende sitzen Cynthia und ihre beiden Töchter in ihrem kleinen Garten und genießen einen friedlichen Moment bei einer Tasse Tee in der Abendsonne.

## Entstehungsgeschichte
Lügen und Geheimnisse basiert auf einem Drehbuch Mike Leighs und wurde mit fast zehn Millionen D-Mark von Channel 4 und der französischen Produktionsfirma CiBy 2000 finanziert. Damit stand dem Regisseur ein so hohes Budget wie noch nie zuvor in seiner Karriere zur Verfügung. Dies sollte die britische Presse später zum Anlass nehmen, vom „bisher zugänglichsten“ Film Leighs zu sprechen. Für die Hauptrollen verpflichtete er Timothy Spall, Marianne Jean-Baptiste und die noch international kaum bekannte Fernsehschauspielerin Brenda Blethyn. Spall hatte bereits 1991 eine Rolle in Leighs Film Life is Sweet übernommen, mit Jean-Baptiste hatte der Regisseur bei der Londoner Theateraufführung von It’s A Great Big Shame zusammengearbeitet.
Obwohl der Regisseur im Abspann des Films auch als Drehbuchautor genannt wird, wurden viele Szenen improvisiert – Leigh erklärte den Schauspielern nur ihre Rollen und ließ sie ihren Text selbst festlegen. Bereits fünf Monate vor Beginn der Dreharbeiten hatte er das Darstellerensemble so vorbereitet. „Dann war ich sicher, dass alle ihre Charaktere verinnerlicht haben“, so Leigh. Claire Rushbrook, die Darstellerin der Roxanne, ließ Leigh währenddessen bewusst über die Figur der schwarzen Halbschwester im Unklaren. Eine der Schlüsselszenen des Films ist jene in einem schäbigen Café, in der Cynthia klar wird, dass sie tatsächlich Hortenses Mutter ist. Leigh ließ die Kamera in der Halbtotalen einfach laufen – auf diese Weise entstand eine minutenlange Einstellung ohne Schnitt.

## Kritiken
Mike Leighs Film wurde am 10. Mai 1996 im Wettbewerb der Filmfestspiele von Cannes uraufgeführt, wo der Regisseur zum zweiten Mal nach 1993 um die Goldene Palme konkurrierte. „Sein Auge und seine Erfahrung als Dokumentarist erlauben Mike Leigh einer Wirklichkeit sehr nahe zu rücken, die sein Talent als Filmemacher und Schauspieler-Regisseur hergibt …“, so Filmkritiker Pascal Merigeau (Le Monde). Leighs Protagonisten würden sich nicht wie Filmfiguren verhalten, sondern wie Menschen aus Fleisch und Blut. Die französische Tageszeitung handelte Brenda Blethyn neben Frances McDormand (Fargo), Kati Outinen (Wolken ziehen vorüber) und Emily Watson (Breaking the Waves) als Mitfavoritin auf den Darstellerpreis des Filmfestivals. Geoff Brown (The Times) wies darauf hin, dass der Film im Vergleich zu Leighs vorangegangenem Werk Nackt (1993) ungewöhnlich einfarbig wirken würde, lobte aber die Darstellung von Timothy Spall, während Brenda Blethyns Figur nahe an eine Karikatur reichen würde. „Leigh ist ein Meister darin, Szenen von gesellschaftlicher Verlegenheit zu choreographieren, und dies kann er nun mit einer menschlichen Herangehensweise, die er sich niemals zuvor erlaubt hat“, so Brown. Janet Maslin (The New York Times) beschrieb den Film als viel weniger grob und abringend als Nackt und lobte ebenfalls Blethyn. „Die wenig bekannte Brenda Blethyn, herzzerreißend gut in der Rolle der Mutter, könnte gut einen Darstellerpreis hier (in Cannes) gewinnen.“ Marianne Jean-Baptiste gebe „eine sorgfältig kontrollierte Leistung als lang verloren geglaubte Tochter“ ab. Der US-amerikanische Branchendienst Hollywood Reporter sprach von einem der stärksten Filme im Wettbewerb, während die französische Festival-Zeitschrift Le film Français Lügen und Geheimnisse mit vier Herzen ihre höchstmögliche Bewertung zukommen ließ.
Die deutsche Fachpresse zeigte sich angetan von Leighs authentischer Inszenierung und der Leistung des Darstellerensembles um Brenda Blethyn und Timothy Spall. Peter Hasenberg (film-dienst) lobte Lügen und Geheimnisse als „ungeheuer intensives Kino der unterdrückten und befreiten Gefühle …“ und hob die Szenen zwischen Hortense und Cynthia und Maurice und Cynthia hervor. „Diese Gefühlsintensität ist eine neue Qualität im Werk von Mike Leigh … Daß die Geschichte nicht zu einem tränentriefenden ‚Filmroman der Woche‘ wird, wie sie die privaten TV-Sender zu Dutzenden anbieten, ist der Meisterschaft von Leighs Regiekunst zu verdanken. Die Figuren sind in der für Leigh typischen Weise äußerst genau gezeichnet, in Kleidung, Gestik und Sprache in einer bestechenden Authentizität präsent“, so Hasenberg. Ebenso hatte die Frankfurter Allgemeine Zeitung bei der Premiere in Cannes eingestimmt, die Lügen und Geheimnisse als „die kommerziell schnittigste“ von allen Arbeiten Leighs ansah: „Die Geburtstagsfeier zu Roxannes Ehren, in der alles bis dahin Verkrustete aufbricht, ist ein Stück Lebenswirklichkeit im Kino, wie es wahrhaftiger nicht inszeniert werden kann – zu verdanken Leighs Methode systematisch gesteigerter Intensitaet, aber auch einer Riege von Darstellern, denen ein Gesichtsausdruck genuegt, das ganze Lebenselend der Dargestellten zu fokussieren.“ Peter Buchka (Süddeutsche Zeitung) erkannte das „Zur-Welt-kommen, Zur-Sprache-kommen“ als Hauptthema des ganzen Films. „Wie die Wahrheit erst ans Licht kommt, wenn die Lügen und Geheimnisse ausgeräumt sind, so ergibt auch die Geschichte erst ihren Sinn, wenn die Widerstände des thematischen Zusammenhangs beiseite geschafft sind“, so Buchka. Brenda Blethyn sei eine „zusätzliche Demonstration der kreativen Einheit, die aus lauter Elementen absoluter Zerrissenheit geformt wird“. „Wie sie in der zentralen Szene mit Marianne Jean-Baptiste … mühsam zu akzeptieren sich anschickt; wie das in einer einzigen, schier unendlichen Kamera-Einstellung fortwährend zwischen Lachen und Weinen hin- und hergeht, ist nicht nur ganz tragisch und unendlich komisch gleichermaßen, sondern auch ein Paradestück britischer Schauspielkunst“, so Buchka.

## Auszeichnungen
Lügen und Geheimnisse wurde mit 30 internationalen Filmpreisen ausgezeichnet und für mehr als ein Dutzend weitere nominiert. Der Film gewann die Goldene Palme der Filmfestspiele von Cannes, wo Brenda Blethyn für die Rolle der Cynthia den Preis als beste Darstellerin erhielt und sich unter anderem gegen die spätere amerikanische Oscar-Preisträgerin Frances McDormand (Fargo) durchsetzen konnte. Blethyn gewann ebenso wie der Film den Britischen Filmpreis (BAFTA Award) und setzt sich auch bei der Golden-Globe-Verleihung 1997 als Beste Drama-Darstellerin durch. Der Film wurde außerdem mit dem Preis der Los Angeles Film Critics Association, dem spanischen Filmpreis Goya und dem Independent Spirit Award prämiert. Bei der Oscarverleihung 1997 kam Leighs Regiearbeit beim Sieg von Anthony Minghellas Literaturverfilmung Der englische Patient nicht über seine fünf Nominierungen hinaus.

### Oscarverleihung 1997
Nominiert in den Kategorien
- Bester Film
- Beste Regie
- Bestes Originaldrehbuch
- Beste Hauptdarstellerin (Brenda Blethyn)
- Beste Nebendarstellerin (Marianne Jean-Baptiste)

### BAFTA Award1997
- Bester britischer Film
- Beste Hauptdarstellerin (Brenda Blethyn)
- Bestes Originaldrehbuch

Nominiert in den Kategorien
- Bester Film
- Beste Regie
- Bester Hauptdarsteller (Timothy Spall)
- Beste Nebendarstellerin (Marianne Jean-Baptiste)

### Golden Globe Awards 1997
- Beste Hauptdarstellerin – Drama (Brenda Blethyn)

Nominiert in den Kategorien
- Bester Film – Drama
- Beste Nebendarstellerin (Marianne Jean-Baptiste)

### Weitere
| Asociación de Críticos Cinematográficos de Argentina 1998 - Bester fremdsprachiger Film Australian Film Institute 1997 - Bester fremdsprachiger Film Boston Society of Film Critics 1996 - Beste Regie - Beste Hauptdarstellerin (Brenda Blethyn) Camerimage 1996 - Goldener Frosch (Dick Pope) Internationale Filmfestspiele von Cannes 1996 - Goldene Palme - Beste Darstellerin (Brenda Blethyn) - Preis der Ökumenischen Jury Chlotrudis Awards 1997 Nominiert in den Kategorien - Bester Film - Beste Regie - Beste Hauptdarstellerin (Brenda Blethyn) - Beste Nebendarstellerin (Marianne Jean-Baptiste) César 1997 - nominiert als bester ausländischer Film Directors Guild of America 1997 - nominiert für die beste Regie Empire Awards 1997 - Beste britische Darstellerin (Brenda Blethyn) Europäischer Filmpreis 1996 - nominiert als bester Film Fotogramas de Plata 1997 - Bester fremdsprachiger Film Goya 1997 - Bester europäischer Film | Humanitas-Preis 1997 - Bester Film Independent Spirit Awards 1997 - Bester ausländischer Film Kinema-Jumpō-Preis 1998 - Bester fremdsprachiger Film London Critics’ Circle Film Awards 1997 - Bester britischer Film - Bester britischer Regisseur - Beste britische Darstellerin (Brenda Blethyn) Nominiert in der Kategorie - Bester britischer Darsteller (Timothy Spall) Los Angeles Film Critics Association 1996 - Bester Film - Beste Regie - Beste Hauptdarstellerin (Brenda Blethyn) Premio Sant Jordi 1997 - Beste ausländische Darstellerin (Brenda Blethyn) Satellite Awards 1997 Nominiert in den Kategorien - Bester Film – Drama - Beste Regie - Beste Hauptdarstellerin – Drama (Brenda Blethyn) Screen Actors Guild Awards 1997 - nominiert in der Kategorie Beste Hauptdarstellerin (Brenda Blethyn) Sindacato Nazionale Giornalisti Cinematografici Italiani 1997 - Beste Regie (ausländischen Film) Syndicat Français de la Critique de Cinéma 1997 - Bester ausländischer Film Writers Guild of America 1997 - nominiert in der Kategorie Bestes Original-Drehbuch |

Das British Film Institute wählte Lügen und Geheimnisse im Jahre 1999 auf Platz 40 der besten britischen Filme aller Zeiten.

### Primärliteratur
- Mike Leigh: Secrets and lies. Faber and Faber, London und Boston 1997, ISBN 978-0-571-19291-5.

### Sekundärliteratur
- Raymond Carney, Leonard Quart: The films of Mike Leigh : embracing the world. Cambridge University Press, Cambridge und New York 2000, ISBN 978-0-521-48518-0.
- Alan Lovell, Peter Krämer: Screen acting. Routledge, New York und London 1999, ISBN 978-0-415-18294-2
- Edward Trostle Jones: All or nothing : the cinema of Mike Leigh. P. Lang, New York 2004, ISBN 978-0-8204-6745-0.